# Crocco (månekrater)
Crocco er et nedslagskrater på Månen. Det befinder sig på Månens bagside og er opkaldt efter den italienske flyingeniør Gaetano A. Crocco (1877 – 1968).
Navnet blev officielt tildelt af den Internationale Astronomiske Union (IAU) i 1970. 

## Omgivelser
Croccokrateret ligger nordøst for den enorme bjergomgivne slette Planck og nordvest for den lige så enorme Poincaré. Mod nord, kun en kraterdiameter væk, ligger Kochkrateret.

## Karakteristika
Dette er et næsten cirkulært krater, hvis østlige rand delvis er dækket af satellitkrateret "Crocco G". Randen har været udsat for nogen erosion, men har bevaret en tydelig kant. Der ligger et lille krater over den nord-nordøstlige rand. Vest-sydvest for Crocco og næsten forbundet med randen, ligger satellitkrateret "Crocco R".
Den nordvestlige halvdel af kraterbunden er jævn og uden særlige landskabstræk, men udviser tegn på at være blevet oversvømmet af lava. Bundens modsatte halvdel er mere uens og indeholder blandt andet randen af et lille krater, som næsten helt er dækket af lavaoversvømmelsen. Dette krater har en åbning i sin nordlige rand og danner en bugt på Croccos kraterbund. En højderyg løber fra dette lille kraters vestlige rand til Croccos sydvestlige væg.

## Satellitkratere
De kratere, som kaldes satellitter, er små kratere beliggende i eller nær hovedkrateret. Deres dannelse er sædvanligvis sket uafhængigt af dette, men de får samme navn som hovedkrateret med tilføjelse af et stort bogstav. På kort over Månen er det en konvention at identificere dem ved at placere dette bogstav på den side af satellitkraterets midte, som ligger nærmest hovedkrateret. Croccokrateret har følgende satellitkratere:
| Crocco | Længde  | Bredde   | Diameter |
| ------ | ------- | -------- | -------- |
| E      | 46,8° S | 152,0° Ø | 17 km    |
| G      | 47,8° S | 152,3° Ø | 42 km    |
| R      | 48,3° S | 147,5° Ø | 57 km    |